# 가미우라정 (에히메현)
가미우라정(上浦町)은 에히메현 도요지방에 있던 정이며, 오치군에 속했다. 

## 지리
게이요 제도의 오미섬 동부에 위치한다.

## 역사
- 1889년 12월 15일 - 정촌제 시행으로 오치군 세토자키촌, 모리구치촌이 성립하였다.
- 1955년 3월 31일 - 세토자키촌, 모리구치촌이 합병해 가미우라촌이 되었다.
- 1964년 4월 1일 - 정으로 승격해 가미우라정이 되었다.
당시인구는 6796명, 가구수 1754가구였다.
- 2005년 1월 16일 - 이마바리시, 오치군 아사쿠라촌, 나미카타정, 오니시정, 기쿠마정, 요시우미정, 미야쿠보정, 하카타정, 다마가와정, 오미시마정, 세키젠촌이 합병해 새로운 이마바리시가 되어 가미우라정은 소멸하였다.

## 교육
동네에 고등학교는 없다.같은 오미시마 내에 에히메 현립 이마바리 기타 고등학교 오미시마 분교(구·에히메 현립 오미시마 고등학교)가 있다.

## 교통

### 도로
- 니시세토 자동차도
- 국도 317호선